# Asychis glabra
Asychis glabra är en ringmaskart som beskrevs av Knox och Cameron 1971. Asychis glabra ingår i släktet Asychis och familjen Maldanidae. Inga underarter finns listade i Catalogue of Life.